# Hirotugu Akaike
 (juillet 2025).
Si vous disposez d'ouvrages ou d'articles de référence ou si vous connaissez des sites web de qualité traitant du thème abordé ici, merci de compléter l'article en donnant les références utiles à sa vérifiabilité et en les liant à la section « Notes et références ».
Hirotugu Akaike (赤池 弘次, Akaike Hirotsugu) est un statisticien japonais né le 5 novembre 1927 à Fujinomiya et décédé le 4 août 2009. 

## Biographie
Hirotugu Akaike est connu pour avoir défini le critère d'information d'Akaike. 

## Prix, récompenses et honneurs
En 2006, il a reçu le prix de Kyoto pour sa contribution aux statistiques et le développement du critère d'information d'Akaike.

## Publications
- (en) Hirotugu Akaike, « Information theory and an extension of the maximum likelihood principle », dans Second International Symposium on Information Theory, 1973, 267-281 p.
- (en) Hirotugu Akaike, « A new look at the statistical model identification », IEEE Transactions on Automatic Control, vol. 19, no 6,‎ 1974, p. 716-723 (DOI 10.1109/TAC.1974.1100705)
- (en) Selected Papers of Hirotugu Akaike, Springer Verlag, coll. « Springer Series in Statistics », 1998